# Saint-Julien-de-Toursac
Saint-Julien-de-Toursac är en kommun i departementet Cantal i regionen Auvergne-Rhône-Alpes i mitten av Frankrike. Kommunen ligger  i kantonen Maurs som ligger i arrondissementet Aurillac. År 2022 hade Saint-Julien-de-Toursac 102 invånare.

## Befolkningsutveckling
Antalet invånare i kommunen Saint-Julien-de-Toursac
Referens:INSEE